# Проект реконструкции площади Таксим
Проект реконструкции площади Таксим или проект пешеходной зоны на площади Таксим – архитектурный проект, профинансированный муниципалитетом Стамбула и частично реализованный компанией Kalyon Inşaat в 2013 году.
Обоснование проекта заключалось в расширении площади за счет переноса линий движения транспортных средств в туннели под площадью Таксим и восстановлении здания артиллерийских казарм XIX века для использования в качестве торгового центра, отеля и резиденции в парке Гези, расположенном рядом с площадью.
Первая часть реконструкции была успешно завершена, туннели открылись 13 сентября 2013 года. Вторая часть проекта — вырубка части древонасаждений в парке и восстановление здания казарм под торговый центр — была отменена административным судом 6 июня 2013 года.

## Проект
Для реализации цели частичного подземного движения на площади Таксим были построены туннели длиной 400 метров в направлении Тарлабаши-Харбие и 320 метров в направлении Харбие-Тарлабаши. В ходе этого проекта было забито 14 315 буронабивных свай. После завершения первой части реконструкции пешеходы могут ходить между парком Таксим Гези, АКМ, Талимхане и проспектом Истикляль без остановки движения. После завершения реконструкции площадь Таксим увеличилась до 100 тысяч квадратных метров.
Однако, хотя проект пешеходного движения был единогласно принят городским советом, договоренность о строительстве артиллерийских казарм в парке Гези, который был передан муниципалитету с условием использования только в общественных целях, была принята большинством голосов только среди членов правящей партии ПСР, после чего в отношении проекта были возбуждены судебные разбирательства.
Настойчивость правительства в желании построить торговый центр в парке стала основной причиной, спровоцировавшей события в парке Гези.

## Хронология

### 2007
В заявлении столичного муниципалитета Стамбула от 21 августа говорится, что движение автотранспорта будет перенаправлено на другие улицы, а движение между улицей Истикляль и парком Гези будет прекращено, работы по планированию завершены. Туннеля в проекте не было. 

### 2011
- В сентябре 2011 года городской совет Стамбула принял решение сделать пешеходной всю площадь Таксим.

### 2012
- 28 июня 2012 года муниципалитет Стамбула объявил о завершении соответствующего тендера на предварительную квалификацию.[3]
- Совет по охране природы одобрил проект пешеходного перехода Таксим в октябре 2012 года.
- В тендере, проведенном 23 августа 2012 года, приняли участие 11 компаний. Выиграла компания Kalyon Inşaat с проектом стоимостью 51 555 370 турецких лир (около 25 млн долларов по курсу на 2012 год).[1][4][5]
- Реализация первого этапа проекта реконструкции началась 31 октября 2012 года. Для начала работ улица Замбак, улица Джумхуриет и район, где расположен отель Divan, были закрыты для движения транспорта и пешеходов.

### 2013
- В связи с обнаружением в феврале 2013 года арки османской эпохи строительные работы на некоторых участках были прерваны.
- 70-летний пешеходный мост из парка Гези через улицу Аскера Оджаги, спроектированный Анри Простом, был снесен муниципалитетом.[6] После всех событий мост был восстановлен в новом виде.
- По состоянию на апрель 2013 года было выполнено 50% работ в рамках первой части проекта.
- По состоянию на сентябрь 2013 года 1-я часть проекта была завершена.

## Критика
Многие неправительственные организации, профессиональные палаты и ученые выступили с негативными отзывами об этом проекте. Основная критика заключалась в том, что запланированная реконструкция — это проект по обезличиванию местности, а не проектом по улучшению пешеходных маршрутов. Кроме того, некоторые учреждения подвергли критике проект за несоблюдение современных правил организации площадей и транспортного планирования. Тот факт, что пешеходный доступ к площади будет затруднен из-за входов в туннель, был выделен как еще один негативный момент. Кроме того, артиллерийские казармы, которые предлагалось построить в соответствии с этим планом, разрушат парк Таксим-Гези, одну из немногих зеленых зон в городе.
В этих условиях многие жители и ассоциации районов, в первую очередь палата архитекторов, палата градостроителей и палата ландшафтных архитекторов, подали иски с требованием прекратить реализацию проекта. В результате чего вторая часть реконструкции по строительству артиллерийских казарм и торгового центра была отменена, в то время как первая часть завершена с новыми изменениями.

## Связанные страницы
- Волнения в Турции в 2013 г.
- Площадь Таксим
- улица Истикляль
- Культурный центр Ататюрка
- Парк Таксим-Гези
- Линия метро Еникапы-Хациосман

## Внешние ссылки
- Анимационный фильм проекта «Пешеходство Таксим».